# پرورشگاه

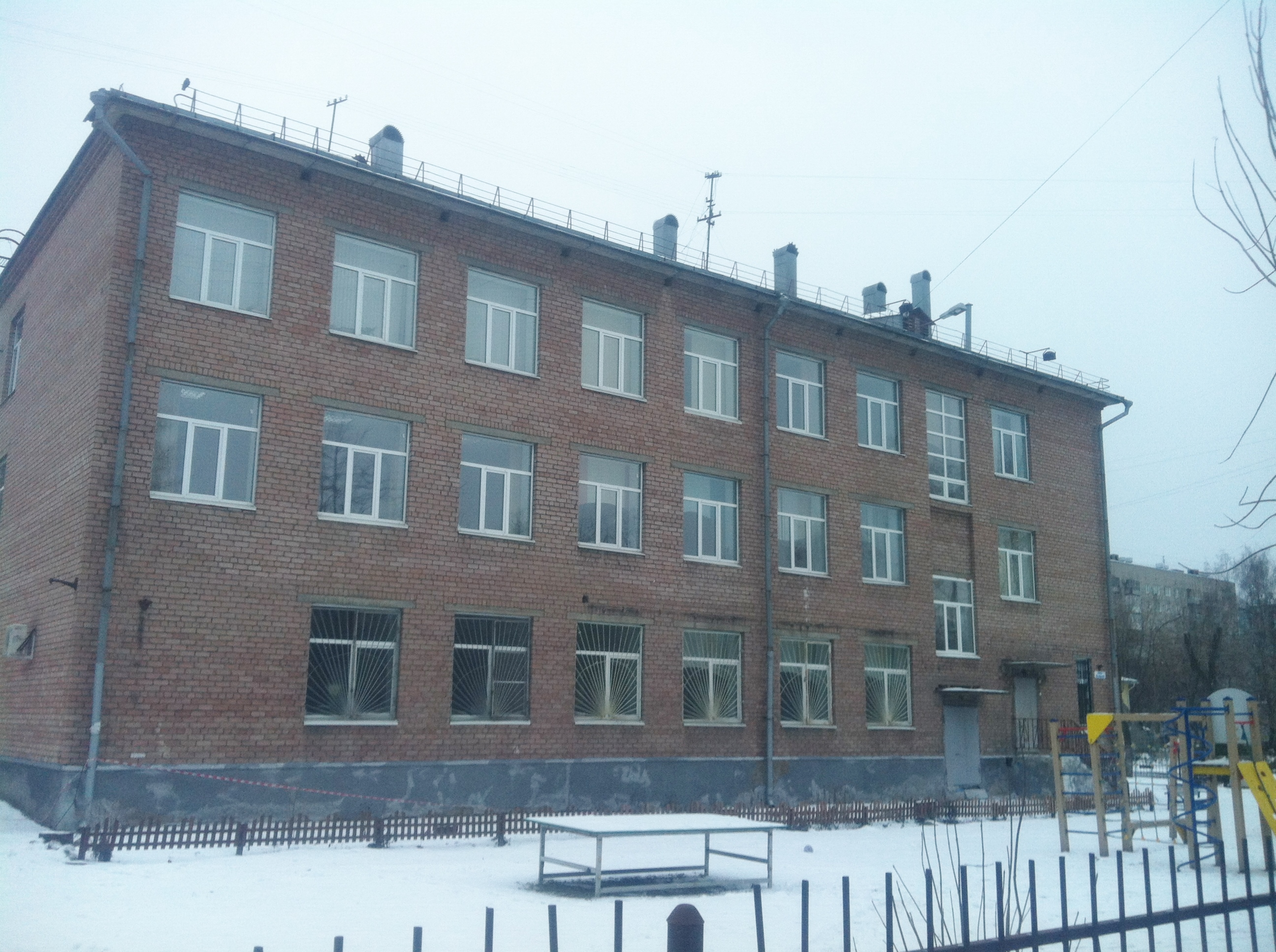
یک یتیم‌خانه در اروپا

پرورشگاه یا یتیم‌خانه مکانی است برای حمایت از کودکانی که پدر و مادر واقعی شان به دلیل مرگ، ناتوانی مالی یا دلایل دیگر نمی‌توانند یا نمی‌خواهند از فرزندشان مراقبت کنند.
واژه یتیم در نظام‌های حقوقی مختلف معنای متفاوتی دارد.